# Anonconotus baracunensis
Anonconotus baracunensis är en insektsart som beskrevs av Nadig 1987. Anonconotus baracunensis ingår i släktet Anonconotus och familjen vårtbitare.

## Underarter
Arten delas in i följande underarter:
- A. b. occidentalis
- A. b. baracunensis